# FIDE-rating
Een FIDE-rating is een getalsmatige aanduiding van de sterkte van een schaker. Het is een toepassing van de Elo-rating, uitgevoerd door de FIDE. Bij sterke schakers wordt met 'de rating' doorgaans de FIDE-rating bedoeld. In de praktijk worden de begrippen rating, Elo-rating en FIDE-rating vaak door elkaar gebruikt. FIDE-ratings werden tot 1 juli 2009 vier keer per jaar gepubliceerd en wel in januari, april, juli en oktober. Vanaf die datum werden ze gepubliceerd in januari, maart, mei, juli, september en november. Sinds juli 2012 publiceert de FIDE maandelijks een nieuwe ratinglijst.

## Ratingverschillen
De laagst mogelijke FIDE rating is 1200 (vanaf 1 juli 2009, daarvoor was het 1600). In de praktijk beginnen FIDE-ratings ongeveer bij 1900. Een meester heeft doorgaans een FIDE-rating tussen de 2400 en 2500, een grootmeester een FIDE-rating van meer dan 2500. Een FIDE-rating van 2700 wordt gezien als de grens voor top-grootmeesters. Slechts twaalf spelers zijn boven de 2800 gekomen: Garri Kasparov, Vladimir Kramnik, Veselin Topalov, Viswanathan Anand, Magnus Carlsen, Levon Aronian, Fabiano Caruana, Aleksandr Grisjtsjoek, Shakhriyar Mamedyarov, Hikaru Nakamura, Maxime Vachier-Lagrave, Wesley So, Ding Liren en Alireza Firouzja.
De hoogste FIDE-rating staat sinds mei 2014 op naam van Magnus Carlsen: 2882.

## Geschiedenis
Tot de invoering van de FIDE-rating werd besloten op het FIDE-Congres 1970 te Siegen. Per 1 juli 1971 werd het behalen van de titels grootmeester (GM) en internationaal meester (IM) onder andere afhankelijk gemaakt van deze rating. Op dat moment waren er 79 schakers met een FIDE-rating van 2500 of meer, van wie 60 grootmeesters. Bobby Fischer had met 2760 de hoogste rating. J.H. Donner was met een rating van 2500 de enige Nederlander in de top; in totaal hadden nog slechts 25 Nederlanders een rating. In 1982 bereikte Jan Timman de tweede plaats op de FIDE-ranglijst, achter Anatoli Karpov.
In het begin werden de FIDE-ratings telkens opnieuw berekend uit de resultaten van de laatste drie jaar, op dezelfde wijze als een toernooiprestatierating. Deze methode werd spoedig vervangen door een systeem, waarbij bij nieuwe resultaten van een speler met een bepaald gewicht leiden tot een mutatie in diens bestaande rating. Daardoor nam het aantal ratinghouders gestaag toe, want om een rating te verwerven dient men te spelen tegen schakers die al een rating hebben. Aan nieuwe toernooispelers werd lange tijd provisorisch een beginrating van 2200 toegekend.

## Berekening
De berekening van FIDE-elo's gebeurt redelijk gelijkaardig aan dat van de normale elo's. Men gebruikt volgende formule om de nieuwe ratingen te berekenen.
| Elo   | Aantal partijen | K-factor |
| ----- | --------------- | -------- |
| -     | <30             | 40       |
| <2400 | >30             | 20       |
| >2400 | >30             | 10       |

Verder geldt K=40 voor alle spelers onder de 18 jaar met een rating lager dan 2300.
Niet alle partijen komen in aanmerking voor berekening door de FIDE. Enkel partijen met een minimaal tempo volgens onderstaande tabel worden meegerekend in de rating.
| Elo       | Tempo                  |
| --------- | ---------------------- |
| <1600     | 60 minuten per speler  |
| 1600-2200 | 90 minuten per speler  |
| >2200     | 120 minuten per speler |

In de praktijk zijn dat de volgende partijen:
- Partijen uit het nationale ploegenkampioenschap
- Partijen uit door de Fide erkende toernooien zoals Wijk aan Zee, Cappelle-la-Grande, Ciudad de Linares, Belgisch kampioenschap...
- Partijen uit het Wereldkampioenschap schaken en zijn voorronden
- Partijen in de Schaakolympiade